# ビートモクソモネェカラキキナ
『ビートモクソモネェカラキキナ2016』は、DJ RYOWが制作した楽曲。

## 解説
元ネタはTOKONA-Xと刃頭によるヒップホップ・ユニット、ILLMARIACHIが1997年に発売したアルバム『ザ・マスタ・ブラスタ』収録曲の「Younggunz」であり、ビートモクソモネェカラキキナは同ユニットの「TOKONAIZM」でTOKONA-Xが発しているフレーズである。

## DJ RYOWによる各種の「ビートモクソモネェカラキキナ 2016」

### ビートモクソモネェカラキキナ 2016  feat.般若 & 漢 a.k.a. GAMI
2016年2月16日にDJ RYOWが発売したオリジナル・アルバム『216』に、1978年生まれの般若、漢 a.k.a. GAMIが客演として参加したYounggunzのリメイク音源「ビートモクソモネェカラキキナ 2016 feat.般若 & 漢 a.k.a. GAMI」が収録される。
般若と漢 a.k.a. GAMIはTOKONA-Xらと同じ1978年生まれではあるが、YOUNG GUNZのメンバーではなく、2004年のTOKONA-Xの逝去前も楽曲の共演はなかった。

### ビートモクソモネェカラキキナ 2016 REMIX feat.般若, 漢 a.k.a. GAMI & R-指定
2016年4月1日にDJ RYOW名義で「ビートモクソモネェカラキキナ 2016 REMIX feat.般若, 漢 a.k.a. GAMI & R-指定」が配信された。「ビートモクソモネェカラキキナ 2016  feat.般若 & 漢 a.k.a. GAMI」のリミックスで、ラッパーのR-指定が追加で加わった。PVも制作された。

### THE MIX TAPE VOLUME #3 - DTMC -でのリメイク
2016年11月23日に発売されたDJ RYOWのミックスCD『THE MIX TAPE VOLUME #3 -DTMC-』では、ビートモクソモネェカラキキナ 2016の新たなリミックスが複数収録されている。
- ビートモクソモネェカラキキナ 2016 REMIX feat. Zeebra & AK-69
- ビートモクソモネェカラキキナ 2016 OSAKA BROOKLYN REMIX feat. 韻踏合組合
- ビートモクソモネェカラキキナ 2016 N.C.B.B REMIX feat. HOKT, DAI-HARD, 1-KYU, SPOCK, YOUNG DAIS & 恵庭のシュウ
- ビートモクソモネェカラキキナ 2016 SHITAKILI IX REMIX faet. BIG Iz' MAFIA, D+C, ZANG HAOZI & ROWSHI
- ビートモクソモネェカラキキナ 2016 BALLERS REMIX feat. "E"qual, AKIR, SYGNAL & STEALER

ZeebraとAK-69は「ビートモクソモネェカラキキナ 2016 REMIX feat. Zeebra & AK-69」で初共演となった。